# مديرية جالي
مديرية جالي (بالتاميلية: காலி மாவட்டம்)‏ هي مديرية في سريلانكا، تقع في المقاطعة الجنوبية (سريلانكا)، بلغ عدد سكانها 1,058,771 نسمة وذلك حسب إحصائيات سنة 2012، عاصمتها غالي، تبلغ مساحتها 1,652 كيلومتر مربع.